# Mixed Up (televisieserie)
Mixed up is een dramaserie over de redactie van damesblad ZIJ, waarbij de strijd tussen de mannen en vrouwen op de redactie nogal eens fel kan oplopen. De serie werd uitgezonden door de NCRV. De tien afleveringen die de serie telt, werden eind 2011 en begin 2012 uitgezonden.

## Rolverdeling
| Acteur             | Personage       |
| ------------------ | --------------- |
| Waldemar Torenstra | David Vogel     |
| Georgina Verbaan   | Touba Blauwboer |
| Anneke Blok        | Guusje Waterman |
| Tamar van den Dop  | Bien Herfst     |
| Viggo Waas         | Eddy Mulder     |
| Pepijn Schoneveld  | Thor van de Pas |
| Dunya Khayame      | Latifah Haloui  |